# Registro Nacional de Lugares Históricos no Maine
Edifícios, locais, distritos e objetos no Registro Nacional de Lugares Históricos no Maine. Desde 7 de fevereiro de 2014 existem 1 586 propriedades e distritos listados do Registro Nacional de Lugares Históricos nos 16 condados do Maine, incluindo os 43 nomeados no Marco Histórico Nacional.
O condado de Cumberland é o que contem a maior quantidade de registros, enquanto o condado de Franklin contem a menor quantidade. Os primeiros NRHPs no Maine foram designados em 15 de outubro de 1966 e os mais recentes em 18 de dezembro de 2013.

## Números de propriedades por condado
A relação a seguir lista as entradas atuais, por condado, pertencentes ao Registro Nacional de Lugares Históricos. Estas somas são baseadas em inscrições no Banco de Dados do Cadastro Nacional de Informações a partir de 24 de abril de 2008, e nas novas listas semanais postadas desde então no site do National Register of Historic Places. Há inclusões freqüentes e exclusões ocasionais à lista, fazendo com que as contagens mostradas aqui sejam aproximadas e não oficiais. Igualmente, a contagem desta tabela exclui o aumento e diminuição de fronteiras que modificam a área coberta por uma propriedade existente ou distrito e que apresentem um número de referência nacional distinto no Regisro Nacional.
|              | \| \| Condado \| Nº de lugares \| \| ------------ \| ------------------------------ \| ------------- \| \| 1 \| Androscoggin \| 104 \| \| 2 \| Aroostook \| 59 \| \| 3.1 \| Cumberland: Portland \| 89 \| \| 3.2 \| Cumberland: outras localidades \| 141 \| \| 3 \| Cumberland: Total \| 230 \| \| 4 \| Franklin \| 43 \| \| 5 \| Hancock \| 126 \| \| 6 \| Kennebec \| 123 \| \| 7 \| Knox \| 95 \| \| 8 \| Lincoln \| 103 \| \| 9 \| Oxford \| 94 \| \| 10 \| Penobscot \| 105 \| \| 11 \| Piscataquis \| 55 \| \| 12 \| Sagadahoc \| 57 \| \| 13 \| Somerset \| 58 \| \| 14 \| Waldo \| 64 \| \| 15 \| Washington \| 98 \| \| 16 \| York \| 179 \| \| (duplicados) \| (duplicados) \| (7)[3] \| \| Total: \| Total: \| 1 586 \| |               |
|              | Condado | Nº de lugares |
| 1            | Androscoggin | 104           |
| 2            | Aroostook | 59            |
| 3.1          | Cumberland: Portland | 89            |
| 3.2          | Cumberland: outras localidades | 141           |
| 3            | Cumberland: Total | 230           |
| 4            | Franklin | 43            |
| 5            | Hancock | 126           |
| 6            | Kennebec | 123           |
| 7            | Knox | 95            |
| 8            | Lincoln | 103           |
| 9            | Oxford | 94            |
| 10           | Penobscot | 105           |
| 11           | Piscataquis | 55            |
| 12           | Sagadahoc | 57            |
| 13           | Somerset | 58            |
| 14           | Waldo | 64            |
| 15           | Washington | 98            |
| 16           | York | 179           |
| (duplicados) | (duplicados) | (7)           |
| Total:       | Total: | 1 586         |